# Turiacas
Turiacas era una de las poblaciones pertenecientes al Municipio Lagunilla, estado Zulia, Venezuela. Pertenece a la Parroquia Venezuela.

## Ubicación
Turiacas se encuentra entre el caño de la carretera "W" al norte, la Av Intercomunal al este, la carretera "Y" al sur y el lago de Maracaibo al oeste.

## Historia
Turiacas era un pueblo a orillas del lago de Maracaibo, surgido como una expansión de Lagunillas de Tierra, con la construcción del dique costanero. Debido a los problemas de subsidencia de la Parroquia Venezuela, los habitantes de Turiacas comenzaron a ser reubicados hacia El Danto, luego de la nacionalización del petróleo y especialmente en la década de 1990's. Actualmente Turiacas se niega a morir y sus últimos habitantes viven entre las ruinas de casas abandonadas de los que ya se fueron y que ya reclamó la vegetación. Turiacas es un espejo del futuro de Tasajeras y de la misma Lagunillas en el futuro.

## Zona Residencial
Turiacas está delimitada por las carreteras construidas por las petroleras para tener acceso a los pozos, está entre la carretera W al norte y la Y en su extremo sur, atravesada por la carretera X. De norte a sur es atravesada por las carreteras paralelas 41, 42 y 43 y otras vías secundarias que son accesos a pozos. La carretera Nacional pasa por la orilla del lago de Maracaibo, y la une con Lagunillas y Tasajeras.
Actualmente Turiacas es casi un pueblo fantasma, con numerosas casas abandonadas cubiertas de vegetación y algunos pozos petrolíferos y vecinos que no han querido ser reubicados.